# Sašo Ožbolt
Sašo Ožbolt (Ragusa di Dalmazia, 4 aprile 1981) è un ex cestista e allenatore di pallacanestro sloveno.

## Carriera
Con la Slovenia ha disputato i dei Campionati mondiali del 2006 e i Campionati europei del 2011.

## Palmarès

### Giocatore
- Coppa di Slovenia: 7

Union Olimpija: 2003, 2005, 2006, 2008, 2009, 2010, 2011